# Astragalus beathii
Astragalus beathii är en ärtväxtart som beskrevs av C.L.Porter. Astragalus beathii ingår i släktet vedlar, och familjen ärtväxter. Inga underarter finns listade i Catalogue of Life.